# Geografia da Coreia do Sul
A Coreia forma uma península que se estende ao longo de 1100 km desde a sua junção com o resto da Ásia e que é flanqueada pelo mar Amarelo a oeste e pelo mar do Japão a leste e termina no estreito de Tsushima e no mar da China Meridional, a sul. A paisagem da metade sul consiste em cadeias montanhosas parcialmente cobertas de floresta, a leste, separadas por vales profundos e estreitos, e de planícies costeiras densamente povoadas e cultivadas, a sul  e a oeste.
O clima local é relativamente temperado, com a chuva a ser mais forte no verão, durante uma breve estação chuvosa chamada jangma, e com invernos que podem por vezes ser muito frios. A capital e maior cidade da Coreia do Sul é Seul, no noroeste do país. Outras cidades principais são Incheon, situada perto de Seul, Daejeon, localizada no centro do país, Gwangju, situada no sudoeste e Daegu e Busan, localizadas no sudeste. 